# Grand Theft Auto: Chinatown Wars
Grand Theft Auto: Chinatown Wars is een computerspel uit 2009 dat oorspronkelijk verschenen is voor de Nintendo DS, en ontwikkeld is door Rockstar Leeds in samenwerking met Rockstar North. Het is het twaalfde deel van de GTA-reeks en het vierde GTA-deel dat op een Nintendo-console uitkomt. Het spel werd op de E3-computerspellenbeurs aangekondigd en kwam op 17 maart 2009 in Europa uit. Het spel was in eerste instantie exclusief voor de Nintendo DS verkrijgbaar, waarbij ook het touchscreen en de Nintendo Wi-Fi Connection benut worden. Het spel speelt zich af in Liberty City (een fictieve stad gebaseerd op New York), waar enkele eerdere delen van de GTA-reeks zich ook afspeelden. Het spel draait om de Chinese gang, de Triads. Het spel bevat een nieuwe engine, speciaal voor de DS. Het spel is ook uitgebracht op de PlayStation Portable. In 2010 verscheen het spel ook voor iOS en in 2014 voor Android.

## Platforms
| Jaar | Platform                          |
| ---- | --------------------------------- |
| 2009 | Nintendo DS, PlayStation Portable |
| 2010 | iOS                               |
| 2014 | Android                           |

## Ontvangst
| Beoordeeld door                | Platform             | Datum            | Score |
| ------------------------------ | -------------------- | ---------------- | ----- |
| Thunderbolt Games              | PlayStation Portable | 21 november 2009 | 100%  |
| Gamestyle                      | Nintendo DS          | 4 april 2009     | 100%  |
| Good Game                      | Nintendo DS          | 30 maart 2009    | 95%   |
| GameZone                       | PlayStation Portable | 28 oktober 2009  | 95%   |
| Official Nintendo Magazine     | Nintendo DS          | 19 maart 2009    | 94%   |
| IGN                            | PlayStation Portable | 20 oktober 2009  | 93%   |
| Computer and Video Games (CVG) | Nintendo DS          | 16 maart 2009    | 92%   |
| PAL Gaming Network (PALGN)     | Nintendo DS          | 20 maart 2009    | 90%   |
| UOL Jogos                      | Nintendo DS          | 20 maart 2009    | 90%   |
| Common Sense Media             | Nintendo DS          | maart 2009       | 80%   |

## Trivia
- Het spel is opgenomen in het boek 1001 Video Games You Must Play Before You Die van Tony Mott.